# Buteco do Gusttavo Lima
Buteco do Gusttavo Lima é o quarto álbum ao vivo do cantor e compositor  brasileiro Gusttavo Lima, lançado oficialmente em 24 de julho de 2015 pela Som Livre. A gravação aconteceu na boate Villa Mix, em Goiânia, nos dias 2 e 3 de julho de 2014. trazendo as participações de Leonardo, Jorge & Mateus, Zezé Di Camargo & Luciano, Bruno & Marrone e Seu Alcino, pai do cantor.

## Antecedentes e gravação
No dia 2 de julho, Gusttavo Lima gravou o 4º DVD em Goiânia, na boate Villa Mix, intitulado Buteco do Gusttavo Lima. Um projeto que o cantor já vinha pensando e elaborando tempos antes e que seria diferente de tudo o que ele já gravou.  Buteco do Gusttavo Lima reuniu alguns sucessos dos anos 80 e 90 que marcaram a história da música sertaneja. Mesmo com o repertório pronto, Gusttavo fez questão de manter em sigilo, mas adiantou que escolheu as músicas colhendo opiniões de pessoas que estão inseridas no sertanejo. O formato foi acústico e ele confessou que colocaria algumas canções do seu CD lançado anteriormente. Muitos elementos interessantes chamaram a atenção no projeto, mas é claro que as participações especiais foram com certeza o grande diferencial. Jorge e Mateus, Bruno e Marrone, Zezé Di Camargo & Luciano e Leonardo foram algumas das atrações confirmadas e anunciadas. Há também a participação de Seu Alcino, pai de Gusttavo, onde cantaou "Cama Fria", de André & Andrade. A produção deste novo projeto voltou às mãos de Pinocchio, com quem o cantor fez questão de sempre entregar seus melhores projetos. O repertório do DVD contou com 25 músicas selecionadas pelo próprio Gusttavo Lima, que garante que mexeram com a emoção de muita gente. Assim como seu último trabalho, Do Outro Lado da Moeda, o Buteco do Gusttavo Lima seguiu a linha romântica.

## Conteúdo
Em uma homenagem à música sertaneja, Gusttavo Lima reuniu um time de estrelas para relembrar clássicos e sucessos atuais. O músico recebeu seus fãs por dois dias, na casa noturna Villa Mix, em Goiânia, para gravar o DVD Buteco do Gusttavo Lima. O registro chegou às lojas no segundo semestre. Ele chamou ao palco as duplas Zezé Di Camargo & Luciano, Bruno & Marrone e o cantor Leonardo, entre outros. Para Lima, no entanto, um dos momentos mais marcantes foi quando dividiu o microfone com o pai, seu Alcino. "A reação do público foi incrível. Foram muitos momentos surpreendentes, mas cantar com meu pai foi inexplicável", diz o cantor, emocionado.
Seu Alcino nunca cantou profissionalmente, mas sempre incentivou o filho a seguir a sua paixão pela música. Com o pai, ele cantou os clássicos "Morena Bonita", de Silveira & Silveirinha, "Cama Fria", de André & Andrade, e "Doce Amada", de Chitãozinho & Xororó. No repertório de 23 canções, o músico tentou contar uma breve história do sertanejo. "O repertório para essa gravação foi fantástico. Foram cerca de 30 composições, algumas delas apresentadas em pot-pourri.
Sucessos como "Pão de Mel", "Locutor", "Minha Estrela Perdida" e "Página de Amigos", diz Lima, que incluiu algumas canções suas também. Fizeram parte do show "Diz Pra Mim", "Só Tem Eu", "Fui Fiel", "10 Anos" e "Jejum de Amor". "Escolher o repertório foi difícil, mas acredito que chegamos a uma seleção bacana demais.

## Faixas
| N.º | Título                                                                     | Compositor(es)                                                          | Duração |  |
| 1.  | "Carta Branca"                                                             | Marquinhos Maraial / Beto Caju                                          | 3:48    |  |
| 2.  | "Pot-Pourri: Pão de Mel / Locutor"                                         | Zezé Di Camargo; Bruno Caliman                                          | 3:31    |  |
| 3.  | "Tô Por Aí"                                                                | Felipe / Valéria                                                        | 4:14    |  |
| 4.  | "Rumo a Goiânia" (part. Leonardo)                                          | Paiva                                                                   | 3:37    |  |
| 5.  | "Fui Fiel"                                                                 | Pablo / Fabio O'Brian / Filipe Escandurras / Magno Sant'anna            | 3:20    |  |
| 6.  | "A Cor da Esperança"                                                       | Ray                                                                     | 3:43    |  |
| 7.  | "Tá Faltando Eu" (part. Jorge & Mateus)                                    | Fátima Leão                                                             | 3:14    |  |
| 8.  | "Jejum de Amor"                                                            | Fred Liel / Gustavo / Marco Aurélio / Bruno Caliman                     | 2:47    |  |
| 9.  | "Do Outro Lado da Moeda" (part. Zezé Di Camargo & Luciano)                 | Nildomar Dantas / Ivan Medeiros / Julio Martins                         | 4:03    |  |
| 10. | "Pot-Pourri: Página de Amigos / Tentei Te Esquecer"                        | Rick / Alexandre; Cruz Gado                                             | 4:32    |  |
| 11. | "Nem Dormindo Consigo Te Esquecer" (part. Bruno & Marrone)                 | César Augusto                                                           | 4:18    |  |
| 12. | "Pot-Pourri: Morena Bonita / Cama Fria / Doce Amada" (part. Alcino Landim) | Silveira / Barrinha; André / Andrade / Loirinho; Praense / Prado Júnior | 6:10    |  |
| 13. | "Pot-Pourri: Leva Minha Timidez / É Amor Demais"                           | Zezé Di Camargo / José Ricardo Correa; Carlos Randall / Danimar         | 3:36    |  |
| 14. | "Buteco do Gusttavo"                                                       | Valério Castejon / Everton Matos / Diego Ferreira                       | 4:35    |  |

| DVD/CD Deluxe |                                                                            |                                                                         |         |  |
| N.º           | Título                                                                     | Compositor(es)                                                          | Duração |  |
| 1.            | "Carta Branca"                                                             | Beto Caju / Marquinhos Maraial                                          | 3:56    |  |
| 2.            | "Pot-Pourri: Pão de Mel / Locutor"                                         | Zezé Di Camargo / Bruno Caliman                                         | 3:31    |  |
| 3.            | "Tô Por aí"                                                                | Felipe / Valéria                                                        | 4:14    |  |
| 4.            | "Minha Estrela Perdida"                                                    | César Augusto / Piska                                                   | 3:24    |  |
| 5.            | "Rumo à Goiânia" (part.Leonardo)                                           | Paiva                                                                   | 3:37    |  |
| 6.            | "Fui Fiel"                                                                 | Filipe Escandurras / Magno Sant'anna / Fabio O'Brian / Pablo            | 3:20    |  |
| 7.            | "Ela é Demais"                                                             | Elias Muniz                                                             | 3:32    |  |
| 8.            | "A Cor da Esperança"                                                       | Ray                                                                     | 3:43    |  |
| 9.            | "Olha Amor" (part. Jorge & Mateus)                                         | Paulo Henrique / Pinocchio                                              | 3:35    |  |
| 10.           | "Tá Faltando Eu" (part. Jorge & Mateus)                                    | Fátima Leão                                                             | 3:08    |  |
| 11.           | "Jejum de Amor"                                                            | Fred Liel / Gustavo / Marco Aurélio / Bruno Caliman                     | 2:47    |  |
| 12.           | "10 Anos"                                                                  | Diego Ferreira / Everton Mattos / Samuel Deolli                         | 3:48    |  |
| 13.           | "Esse Copo Aqui"                                                           | Thallys Pacheco                                                         | 2:58    |  |
| 14.           | "Saudade (citação musical: Te Extraño)" (part. Zezé Di Camargo & Luciano)  | Chrystian                                                               | 3:25    |  |
| 15.           | "Do Outro Lado da Moeda" (participação de Zezé Di Camargo & Luciano)       | Nildomar Dantas / Ivan Medeiros / Júlio Martins                         | 4:03    |  |
| 16.           | "Pot-Pourri: Eu Quero Esse Amor / Quando o Amor é Pra Valer"               | Pinocchio; Pinocchio                                                    | 4:08    |  |
| 17.           | "Pot-Pourri: Página de Amigos / Tentei Te Esquecer"                        | Rick / Alexandre; Cruz Gado                                             | 4:32    |  |
| 18.           | "Borbulhas de Amor"                                                        | Juan Luis Guerra / Ferreira Gullar                                      | 3:37    |  |
| 19.           | "Nem Dormindo Consigo Te Esquecer" (part. Bruno & Marrone)                 | César Augusto                                                           | 4:18    |  |
| 20.           | "Seu Veneno"                                                               | Wilson Viturino / Chico Lopes                                           | 3:49    |  |
| 21.           | "Pot-Pourri: Morena Bonita / Cama Fria / Doce Amada" (part. Alcino Landim) | Silveira / Barrinha; André / Andrade / Loirinho; Praense / Prado Júnior | 6:10    |  |
| 22.           | "Você Não Sabe Amar"                                                       | Carlos Randall / Danimar                                                | 3:41    |  |
| 23.           | "Pot-Pourri: Leva Minha Timidez / É Amor Demais"                           | Zezé Di Camargo / José Ricardo Corrêa; Carlos Randall / Danimar         | 3:36    |  |
| 24.           | "Tentação Cruel"                                                           | Fátima Leão / Vinícius                                                  | 3:12    |  |
| 25.           | "Buteco do Gusttavo"                                                       | Valério Castejon / Everton Matos / Diego Ferreira                       | 4:35    |  |

## Músicos
- Beethoven Jr (Beethovinho): baixo
- Moisés Martins, Front Jr. e Marco Abreu: violão
- Binho Carvalho: bateria
- Daniel Silveira: teclados
- Maestro Pinocchio e Flávio Lazo: acordeom
- Dendelzinho: percussão
- William Bruno: vocal de apoio

## Desempenho nas tabelas musicais

### CD
| Parada musical (2015)      | Melhor posição |
| -------------------------- | -------------- |
| Brasil (Top Álbuns Brasil) | 5              |

### DVD
| Parada musical (2015)      | Melhor posição |
| -------------------------- | -------------- |
| Brasil (Top Álbuns Brasil) | 1              |